# Аполлинарий Лаодикийский
Аполлина́рий Лаодики́йский (греч. Απολλινάριος Λαοδικείας, Аполлинарий Младший; ок. 310 — ок. 390) — епископ Лаодикии Сирийской (совр. Латакия, Сирия), один из самых ярых противников арианства, богослов, экзегет, предшественник монофизитства. Сочинения Аполлинария включены в 33-й том Patrologia Graeca.

## Биография
Аполинарий родился в Лаодикеи на Лике в семье пресвитера Аполлинария Старшего, получил классическое образование. В 360 году был рукоположён в епископы родного города, преследовался местными арианами. Аполлинарий был представителем александрийской богословской школы и учеником Афанасия Великого, состоял в переписке с Василием Великим. Аполлинарий принадлежал к числу ревностных сторонников решений Никейского собора. Церковный историк А. В. Карташёв пишет о нём:

Он был столь строгий, непримиримый «староникеец» на Востоке, что не признавал иерархической власти даже Мелетия Антиохийского, не говоря уже ο маленьком Павлине. Под предлогом этих арианских смут он просто объявил себя здесь главой автономной церкви. Как талантливый писатель и профессор, он имел достаточно выдающихся сторонников и приверженцев, и св. Василий Великий в молодости почтительно дружил с ним, и сам великий Афанасий ценил Аполлинария за ревность по никейской вере.
— Карташёв А.В. «Вселенские соборы»
Патрологи пишут, что Аполлинарий «по чистоте жизни… представлял одно из светлых явлений на Востоке, поэтому и православные долго оставались в дружеских отношениях с ним, хотя чистота догматических воззрений его была уже омрачена».

## Учение
Аполлинарий писал свои сочинения, подражая греческим классикам. Исторические сюжеты Ветхого Завета послужили основой для его героических песен и трагедий (сохранились лишь его стихотворное переложение Псалтыри, Созомен сообщает, что им в стихотворной форме, по образцу поэм Гомера, была изложена Священная история от сотворения мира до времён Саула). Новый Завет он передал в форме платоновых «Диалогов».
Аполлинарий известен своим оригинальным учением о личности Христа, которое церковь объявила еретическим. Исходя из того положения, что совершенный человек и совершенное Божество не могут соединиться в одно лицо и что, далее, Христос как совершенный человек был бы греховен и, следовательно, неспособен к искуплению, Аполлинарий учил, что Христос имел только две части человеческого существа — тело и душу, третью же часть, ум, занимал в нём Божественный Логос. Аполлинарий писал: «Если бы Господь принял всё, то, без сомнения, имел и человеческие помыслы; в человеческих же помыслах невозможно не быть греху». Этим он посягнул на традиционное учение о богочеловечности Христа.
Также Аполлинарий учил:

Плоть Спасителя, взятая с Неба из лона Отца, не имела человеческой души и разума; отсутствие души восполняло Слово Божие; Божество оставалось мёртвым в продолжении трёх дней
Феодорит Кирский пишет о нём:

Аполлинарий Лаодикийский явился главою ещё новой секты. Прикрываясь сперва личиною благочестия и показывая вид, будто защищает апостольские догматы, он вскоре потом оказался явным врагом их, потому что о Божием естестве говорил нечисто, придумав какие-то степени достоинств, и дерзнул утверждать, что тайна домостроительства несовершенна, и что разумная душа, которой вверено управление тела, лишена бывшего спасения.

### Аполлинаризм (аполлинарианство)
Из своих приверженцев Аполлинарий образовал в Антиохии особую общину и назначил епископом Виталия. Аполлинаристы быстро распространились в Сирии и прилежащих странах. В Константинополе и других местах они образовали много общин со своими особыми епископами. После смерти Аполлинария они распались на две партии, из которых одна, виталианцы, осталась верною учению Аполлинария, а другая, полемианцы, утверждала, что божественное и человеческое слилось во Христе в одну сущность и что поэтому нужно поклоняться телу его (их называли также поэтому саркола́тры (от др.-греч. σάρξ, σαρκός — «мясо, плоть, тело» + др.-греч. λατρεία — «служение, почитание, культ») или антропола́тры (от др.-греч. ἄνθρωπος — «человек» + др.-греч. λατρεία — «служение, почитание, культ»), а также синузи́асты (др.-греч. σύν-εσις — «соединение, встреча, слияние»), потому что они соединяли в одно — божественную и человеческую сторону.
Другое название аполлинаристов — димири́ты (др.-греч. διμοιρΐται от др.-греч. δῐ (δίς) — «дважды» + др.-греч. μοῖρα — «часть, доля»; др.-рус. дъвочастьници).
С 362 года аполлинаризм был отвергнут на многих соборах, в том числе и на Втором Вселенском соборе (381 год). Согласно 7 правилу этого собора аполлинаристов постановили принимать вторым чином, через миропомазание
Эдиктом императора Феодосия I в 383 году аполлинаристы были приравнены к евномианам и македонианам, им было запрещено иметь иерархию и церковные собрания. В 388 и 397 годах указы византийских императоров ещё более стеснили богослужение аполлинаристов, которое, в общем, немногим отличалось от обыкновенного, а в 428 году усилиями Нестория оно было совершенно запрещено в городах, после чего аполлинаристы рассеялись отчасти между православными, отчасти между монофизитами. Анафема против аполлинаристов была повторена на V Вселенском соборе, и кроме них впервые был анафематствован и сам Аполлинарий, поскольку он не покинул церковь, в отличие от своих учеников, и, как считали до V Вселенского собора, умер в мире и согласии с православной церковью, в особенности, за формулу «одна природа Бога Слова воплощённая» (др.-греч. μία φύσις τοῦ θεοῦ λόγου σεσαρκωμένη), чтобы обосновать отказ от этой формулы в условиях прославления Кирилла Алесандрийского, использовавшего эту формулу Аполлинария.
В эпоху Реформации католики и протестанты поочерёдно навлекали на себя обвинения в аполлинаризме: католики вследствие их учения о причастии, протестанты же вследствие учения о соединении той и другой природы во Христе.

## В литературе
Аполлинарий Младший — одно из действующих лиц второй части дилогии Генрика Ибсена «Кесарь и Галилеянин»

### Сочинения
- Подробное изложение веры. / Пер. и прим. Г. И. Беневича. // Антология восточно-христианской богословской мысли. В 2 т. Т. 1. М.-СПб., 2009. С. 358—367.

### Научно-богословская литература
- Jean Meyendorff. Le Christ dans la Theologie Byzantine. — Paris, 1968.
  - John Meyendorff. Christ in the Eastern Christian Thought. — New York, 1969.
  - Прот. Иоанн Мейендорф. «Иисус Христос в восточном православном богословии». — М., 2000
- Лурье В. М.. История византийской философии. Формативный период. СПб., Axioma, 2006. XX + 553 с. — ISBN 5-901410-13-0 Оглавление, Раздел 1, гл. 1, Раздел 1, гл. 2, Раздел 2, гл. 1, Раздел 2, гл. 2, Раздел 4, гл. 1, Раздел 4, гл. 2[неавторитетный источник]
- В. В. Болотов. Лекции по истории древней Церкви. — Петроград: Третья Государственная Типография, 1918. — Т. 4. — 600 с.
- А. В. Карташёв. Вселенские Соборы. Париж, 1963, глава Аполлинарий Лаодикийский
- Аполлинарий младший // Энциклопедический словарь Брокгауза и Ефрона : в 86 т. (82 т. и 4 доп.). — СПб., 1890. — Т. Ia. — С. 902—903.
- Шмалий В., свящ. Аполлинарий // Православная энциклопедия. — М., 2001. — Т. III : Анфимий — Афанасий. — С. 61-62. — 40 000 экз. — ISBN 5-89572-008-0.